# Трифунов, Джеймс
Джеймс «Джим» Трифунов (англ. James "Jim" Trifunov ; —  канадский борец вольного стиля, бронзовый призёр Олимпийских игр, чемпион Игр Британской империи, девятикратный чемпион Канады  

## Биография
Родился в 1903 году в Канаде. Выходец из семьи сербских эмигрантов. Начал заниматься борьбой в 1922 году в местном отделении YMCA. Через год завоевал свой первый титул чемпиона Канады по борьбе. 
В 1924 году отправился на Летние Олимпийские игры в Париже, выступал в легчайшем весе и занял итоговое девятое место.  
См. таблицу турнира.  
На Летних Олимпийских играх 1928 года в Антверпене боролся в весовой категории до 56 килограммов (легчайший вес). На этих играх был введён регламент, в соответствии с которым борец получал в схватках штрафные баллы. Набравший 5 штрафных баллов спортсмен выбывал из турнира. Турнир проводился по системе Бергваля. В легчайшем весе борьбу вели 10 борцов
Джим Трифунов в первом же круге проиграл бельгийцу Эдмону Спапену и стал потенциальным участником турнира за второе место. Но Спапен в полуфинале проиграл будущему чемпиону Каарло Мякинену, таким образом Джим Трифунов перешёл в турнир за третье место. В турнире за третье место Трифунов победил, завоевав бронзовую медаль игр, проведя всего лишь две встречи, при этом в одной проиграв и лишь в одной победив. 
См. таблицу турнира
В 1930 году одержал победу на первых Играх Британской империи
В 1932 году принял участие в Летних Олимпийских играх в Лос-Анджелесе, но чисто проиграв в двух встречах, из турнира выбыл, оставшись на последнем месте.
См. таблицу турнира
В 1932 году оставил спортивную карьеру и начал работать в местной газете Regina Leader Post (недоступная ссылка). В 1936 году газета направила его в Виннипег, где Джеймс Трифунов остался на всю жизнь. Он занимался тренерской работой и был спортивным функционером. В течение 25 лет был президентом Ассоциации борьбы Манитобы, был тренером и менеджером сборной Канады по борьбе на олимпийских играх 1952, 1956 и 1960 годов и на Играх Британской империи и Содружества наций с 1954 по 1970 год. 
Член ордена Канады (1981), член Залов славы Канадских олимпийцев (1953), Канадского спорта (1960), Спорта Саскачевана (1966), Спорта Манитобы (1981). 
Умер в 1993 году.